# УСК Карпати (Торонто)
 УСК «Карпати» (Український спортивний клуб «Карпати»; Ukrainian Sports Club Karpaty) — українське спортивне товариство з канадського міста Торонто. 
Клуб заснований 17 квітня 2002 року групою ентузіастів спорту з української громади міста Торонто, Канада. Установчі збори відбулися в спортивному залі Католицької школи імені Святої Софії що в Місісазі. 
Клуб «Карпати» — національний за своєю суттю і українська мова обов’язкова у внутрішньому діловодстві і спілкуванні.
Головна ідея і мета «Карпати» — якомога ширше залучення українських дітей, юнаків і дорослих до занять спортом, участь в національно-культурних заходах української громади Канади, пропагування здорового способу життя. Основна спеціалізація УСК «Карпати» — футбол, хоча, також, практикується волейбол, планується розвиток великого тенісу і шахів.
Офіційні кольори Клубу — синьо-жовті. Запасний варіант одностроїв — біло-зелений.

## Відомі колишні гравці
- Олександр Гій